# Mike Arnold
Mike Arnold (ur. 21 stycznia 1969) – niemiecki skoczek narciarski reprezentujący barwy NRD.
Największym sukcesem tego skoczka jest złoty medal wywalczony drużynowo oraz srebrny indywidualnie na mistrzostwach świata juniorów w Asiago.

## Mistrzostwa Świata juniorów
- Indywidualnie
  - 1987 Asiago (ITA) – srebrny medal
- Drużynowo
  - 1987 Asiago (ITA) – złoty medal

## Mistrzostwa Świata
- Indywidualnie
  - 1987 Oberstdorf (GER) – 6. miejsce (duża skocznia), 28. miejsce (normalna skocznia)
- Drużynowo
  - 1987 Oberstdorf (GER) – 5. miejsce